# Delta Ethniki 2011-2012
La Delta Ethniki 2011-2012 è la 30ª edizione del campionato greco di calcio di quarto livello.

## Gruppo 1

### Classifica
|  | Pos. | Squadra                       | Pt | G  | V | N | P | GF | GS | DR |
|  | ---- | ----------------------------- | -- | -- | - | - | - | -- | -- | -- |
|  | 1.   | Ethnikos Sidirokastro         | 58 | 26 | ? | ? | ? | ?  | ?  | ?  |
|  | 2.   | Aris Akropotamos              | 50 | 26 | ? | ? | ? | ?  | ?  | ?  |
|  | 3.   | Orfeas Eleftheroupolis        | 49 | 26 | ? | ? | ? | ?  | ?  | ?  |
|  | 4.   | Kavala                        | 48 | 26 | ? | ? | ? | ?  | ?  | ?  |
|  | 5.   | Megas Alexandros Neas Zichnis | 45 | 26 | ? | ? | ? | ?  | ?  | ?  |
|  | 6.   | Evros Soufliou                | 44 | 26 | ? | ? | ? | ?  | ?  | ?  |
|  | 7.   | Prosotsani                    | 44 | 26 | ? | ? | ? | ?  | ?  | ?  |
|  | 8.   | Nea Chilis                    | 43 | 26 | ? | ? | ? | ?  | ?  | ?  |
|  | 9.   | Aetos Arrianon                | 35 | 26 | ? | ? | ? | ?  | ?  | ?  |
|  | 10.  | Elpida Sapon                  | 33 | 26 | ? | ? | ? | ?  | ?  | ?  |
|  | 11.  | Orfeas Xanthi                 | 29 | 26 | ? | ? | ? | ?  | ?  | ?  |
|  | 12.  | Piereon Melissokomios         | 12 | 26 | ? | ? | ? | ?  | ?  | ?  |
|  | 13.  | Ampelokipon Drama             | 0  | 26 | ? | ? | ? | ?  | ?  | ?  |
|  | 14.  | Pontion Xanthi                | 0  | 26 | ? | ? | ? | ?  | ?  | ?  |

Legenda:

      Ammesso in Football League 2 2012-2013
      Retrocesse nei Campionati regionali 2012-2013

## Gruppo 2

### Classifica
|  | Pos. | Squadra               | Pt | G  | V | N | P | GF | GS | DR |
|  | ---- | --------------------- | -- | -- | - | - | - | -- | -- | -- |
|  | 1.   | Odysseas Kordelio     | 66 | 28 | ? | ? | ? | ?  | ?  | ?  |
|  | 2.   | Digenis Lakkoma       | 58 | 28 | ? | ? | ? | ?  | ?  | ?  |
|  | 3.   | Doxa Chersos          | 54 | 28 | ? | ? | ? | ?  | ?  | ?  |
|  | 4.   | Kampaniakos           | 50 | 28 | ? | ? | ? | ?  | ?  | ?  |
|  | 5.   | Achille Triandrìa     | 44 | 28 | ? | ? | ? | ?  | ?  | ?  |
|  | 6.   | Neas Kallikratias     | 42 | 28 | ? | ? | ? | ?  | ?  | ?  |
|  | 7.   | Kilkisiakos           | 42 | 28 | ? | ? | ? | ?  | ?  | ?  |
|  | 8.   | Ethnikos Neo Agioneri | 42 | 28 | ? | ? | ? | ?  | ?  | ?  |
|  | 9.   | Apollon Arnea         | 40 | 28 | ? | ? | ? | ?  | ?  | ?  |
|  | 10.  | Olympiakos Kyminon    | 40 | 28 | ? | ? | ? | ?  | ?  | ?  |
|  | 11.  | Ethnikos Sochos       | 33 | 28 | ? | ? | ? | ?  | ?  | ?  |
|  | 12.  | Doxa Pentalofos       | 31 | 28 | ? | ? | ? | ?  | ?  | ?  |
|  | 13.  | PAOK Giannitsa        | 30 | 28 | ? | ? | ? | ?  | ?  | ?  |
|  | 14.  | Makedonikos           | 3  | 28 | ? | ? | ? | ?  | ?  | ?  |
|  | 14.  | Īraklīs               | 0  | 28 | ? | ? | ? | ?  | ?  | ?  |

Legenda:

      Ammesso in Football League 2 2012-2013
      Retrocesse nei Campionati regionali 2012-2013

## Gruppo 3

### Classifica
|  | Pos. | Squadra              | Pt | G  | V | N | P | GF | GS | DR |
|  | ---- | -------------------- | -- | -- | - | - | - | -- | -- | -- |
|  | 1.   | Akadimia Platamona   | 66 | 28 | ? | ? | ? | ?  | ?  | ?  |
|  | 2.   | Naoussa              | 66 | 28 | ? | ? | ? | ?  | ?  | ?  |
|  | 3.   | Lefkadia             | 61 | 28 | ? | ? | ? | ?  | ?  | ?  |
|  | 4.   | Kozani               | 55 | 28 | ? | ? | ? | ?  | ?  | ?  |
|  | 5.   | Kastor               | 50 | 28 | ? | ? | ? | ?  | ?  | ?  |
|  | 6.   | Alexandria           | 45 | 28 | ? | ? | ? | ?  | ?  | ?  |
|  | 7.   | Pyrsos Grevena       | 43 | 28 | ? | ? | ? | ?  | ?  | ?  |
|  | 8.   | Grevena Aerata       | 42 | 28 | ? | ? | ? | ?  | ?  | ?  |
|  | 9.   | Perdikkas            | 39 | 28 | ? | ? | ? | ?  | ?  | ?  |
|  | 10.  | PAOK Alexandria      | 35 | 28 | ? | ? | ? | ?  | ?  | ?  |
|  | 11.  | Astrapi Mesopotamias | 34 | 28 | ? | ? | ? | ?  | ?  | ?  |
|  | 12.  | Ethnikos Vateros     | 28 | 28 | ? | ? | ? | ?  | ?  | ?  |
|  | 13.  | Kastoria             | 16 | 28 | ? | ? | ? | ?  | ?  | ?  |
|  | 14.  | Akritas Achladas     | 12 | 28 | ? | ? | ? | ?  | ?  | ?  |
|  | 15.  | Niki Angathias       | 0  | 28 | ? | ? | ? | ?  | ?  | ?  |

Legenda:

      Ammesso in Football League 2 2012-2013
      Retrocesse nei Campionati regionali 2012-2013

## Gruppo 4

### Classifica
|  | Pos. | Squadra                | Pt | G  | V | N | P | GF | GS | DR |
|  | ---- | ---------------------- | -- | -- | - | - | - | -- | -- | -- |
|  | 1.   | Anagennīsī Karditsa    | 51 | 22 | ? | ? | ? | ?  | ?  | ?  |
|  | 2.   | Karditsa               | 48 | 22 | ? | ? | ? | ?  | ?  | ?  |
|  | 3.   | Elassona               | 46 | 22 | ? | ? | ? | ?  | ?  | ?  |
|  | 4.   | Ampeloniakos           | 44 | 22 | ? | ? | ? | ?  | ?  | ?  |
|  | 5.   | Agrotis Lianokladios   | 37 | 22 | ? | ? | ? | ?  | ?  | ?  |
|  | 6.   | Pyrgetos               | 36 | 22 | ? | ? | ? | ?  | ?  | ?  |
|  | 7.   | Velouchi               | 33 | 22 | ? | ? | ? | ?  | ?  | ?  |
|  | 8.   | Pyrasos Neos Anchialos | 21 | 22 | ? | ? | ? | ?  | ?  | ?  |
|  | 9.   | Almyros                | 21 | 22 | ? | ? | ? | ?  | ?  | ?  |
|  | 10.  | Mouzaki                | 15 | 22 | ? | ? | ? | ?  | ?  | ?  |
|  | 11.  | Kamenon Vourla         | 10 | 22 | ? | ? | ? | ?  | ?  | ?  |
|  | 12.  | Tavropos               | 10 | 22 | ? | ? | ? | ?  | ?  | ?  |

Legenda:

      Ammesso in Football League 2 2012-2013
      Retrocesse nei Campionati regionali 2012-2013

## Gruppo 5

### Classifica
|  | Pos. | Squadra             | Pt | G  | V | N | P | GF | GS | DR |
|  | ---- | ------------------- | -- | -- | - | - | - | -- | -- | -- |
|  | 1.   | Kassiopi            | 57 | 24 | ? | ? | ? | ?  | ?  | ?  |
|  | 2.   | Trikala 2011        | 55 | 24 | ? | ? | ? | ?  | ?  | ?  |
|  | 3.   | Ethnikos Filippiada | 49 | 24 | ? | ? | ? | ?  | ?  | ?  |
|  | 4.   | Mesolongi           | 48 | 24 | ? | ? | ? | ?  | ?  | ?  |
|  | 5.   | Filothei Arta       | 46 | 24 | ? | ? | ? | ?  | ?  | ?  |
|  | 6.   | Odysseas Nydrios    | 41 | 24 | ? | ? | ? | ?  | ?  | ?  |
|  | 7.   | Olimpo Kerkyra      | 39 | 24 | ? | ? | ? | ?  | ?  | ?  |
|  | 8.   | Thesprotos          | 37 | 24 | ? | ? | ? | ?  | ?  | ?  |
|  | 9.   | Amfilochos          | 23 | 24 | ? | ? | ? | ?  | ?  | ?  |
|  | 10.  | Pindos Konitsas     | 21 | 24 | ? | ? | ? | ?  | ?  | ?  |
|  | 11.  | Omonia Petras       | 19 | 24 | ? | ? | ? | ?  | ?  | ?  |
|  | 12.  | Preveza             | 0  | 24 | ? | ? | ? | ?  | ?  | ?  |
|  | 13.  | Trikala             | 0  | 24 | ? | ? | ? | ?  | ?  | ?  |

Legenda:

      Ammesso in Football League 2 2012-2013
      Retrocesse nei Campionati regionali 2012-2013

## Gruppo 6

### Classifica
|  | Pos. | Squadra              | Pt | G  | V | N | P | GF | GS | DR |
|  | ---- | -------------------- | -- | -- | - | - | - | -- | -- | -- |
|  | 1.   | Panaigialeios        | 68 | 26 | ? | ? | ? | ?  | ?  | ?  |
|  | 2.   | Panopoulos           | 60 | 26 | ? | ? | ? | ?  | ?  | ?  |
|  | 3.   | Erani Filiatra       | 51 | 26 | ? | ? | ? | ?  | ?  | ?  |
|  | 4.   | Pamisos Messinis     | 46 | 26 | ? | ? | ? | ?  | ?  | ?  |
|  | 5.   | Acaia                | 46 | 26 | ? | ? | ? | ?  | ?  | ?  |
|  | 6.   | Diagoras Vrachnikos  | 43 | 26 | ? | ? | ? | ?  | ?  | ?  |
|  | 7.   | Atromitos Lappa      | 42 | 26 | ? | ? | ? | ?  | ?  | ?  |
|  | 8.   | Asteras Amaliada     | 36 | 26 | ? | ? | ? | ?  | ?  | ?  |
|  | 9.   | Thyella Patrasso     | 35 | 26 | ? | ? | ? | ?  | ?  | ?  |
|  | 10.  | Olympiakos Gythios   | 33 | 26 | ? | ? | ? | ?  | ?  | ?  |
|  | 11.  | Vrasies Agios Andrea | 32 | 26 | ? | ? | ? | ?  | ?  | ?  |
|  | 12.  | Ikosimia             | 13 | 26 | ? | ? | ? | ?  | ?  | ?  |
|  | 13.  | Triteïkos            | 0  | 26 | ? | ? | ? | ?  | ?  | ?  |
|  | 14.  | Tsilivi Planos       | 0  | 26 | ? | ? | ? | ?  | ?  | ?  |

Legenda:

      Ammesso in Football League 2 2012-2013
      Retrocesse nei Campionati regionali 2012-2013

## Gruppo 7

### Classifica
|  | Pos. | Squadra                      | Pt | G  | V | N | P | GF | GS | DR |
|  | ---- | ---------------------------- | -- | -- | - | - | - | -- | -- | -- |
|  | 1.   | Korinthos                    | 58 | 26 | ? | ? | ? | ?  | ?  | ?  |
|  | 2.   | Chalkis                      | 54 | 26 | ? | ? | ? | ?  | ?  | ?  |
|  | 3.   | Mandraïkos                   | 50 | 26 | ? | ? | ? | ?  | ?  | ?  |
|  | 4.   | Loukision                    | 45 | 26 | ? | ? | ? | ?  | ?  | ?  |
|  | 5.   | Panargeiakos                 | 45 | 26 | ? | ? | ? | ?  | ?  | ?  |
|  | 6.   | Ermionidas-Ermis             | 45 | 26 | ? | ? | ? | ?  | ?  | ?  |
|  | 7.   | Pannafpliakos                | 45 | 26 | ? | ? | ? | ?  | ?  | ?  |
|  | 8.   | Kymi                         | 44 | 26 | ? | ? | ? | ?  | ?  | ?  |
|  | 9.   | Atromitos Chiliomodios       | 35 | 26 | ? | ? | ? | ?  | ?  | ?  |
|  | 10.  | Enosi Aspra Spitia/Antikyra  | 33 | 26 | ? | ? | ? | ?  | ?  | ?  |
|  | 11.  | Dafni Erythron               | 23 | 26 | ? | ? | ? | ?  | ?  | ?  |
|  | 12.  | Enosi Panaspropyrgiakos/Doxa | 4  | 26 | ? | ? | ? | ?  | ?  | ?  |
|  | 13.  | Thiva                        | 0  | 26 | ? | ? | ? | ?  | ?  | ?  |
|  | 14.  | Poros                        | 0  | 26 | ? | ? | ? | ?  | ?  | ?  |

Legenda:

      Ammesso in Football League 2 2012-2013
      Retrocesse nei Campionati regionali 2012-2013

## Gruppo 8

### Classifica
|  | Pos. | Squadra             | Pt | G  | V | N | P | GF | GS | DR |
|  | ---- | ------------------- | -- | -- | - | - | - | -- | -- | -- |
|  | 1.   | Fostiras            | 63 | 28 | ? | ? | ? | ?  | ?  | ?  |
|  | 2.   | Elpidoforos Kifisia | 53 | 28 | ? | ? | ? | ?  | ?  | ?  |
|  | 3.   | Egaleo              | 48 | 28 | ? | ? | ? | ?  | ?  | ?  |
|  | 4.   | Ajax Tavros         | 47 | 28 | ? | ? | ? | ?  | ?  | ?  |
|  | 5.   | Pannaxiakos         | 44 | 28 | ? | ? | ? | ?  | ?  | ?  |
|  | 6.   | Nea Ionia           | 43 | 28 | ? | ? | ? | ?  | ?  | ?  |
|  | 7.   | Peristeri           | 42 | 28 | ? | ? | ? | ?  | ?  | ?  |
|  | 8.   | Trachones Alimos    | 41 | 28 | ? | ? | ? | ?  | ?  | ?  |
|  | 9.   | Melissia            | 40 | 28 | ? | ? | ? | ?  | ?  | ?  |
|  | 10.  | Mykonos             | 39 | 28 | ? | ? | ? | ?  | ?  | ?  |
|  | 11.  | Rodos               | 39 | 28 | ? | ? | ? | ?  | ?  | ?  |
|  | 12.  | Agia Paraskevi      | 29 | 28 | ? | ? | ? | ?  | ?  | ?  |
|  | 13.  | Kos                 | 21 | 28 | ? | ? | ? | ?  | ?  | ?  |
|  | 14.  | Īlioupolī           | 15 | 28 | ? | ? | ? | ?  | ?  | ?  |
|  | 15.  | Karlovasi           | 0  | 28 | ? | ? | ? | ?  | ?  | ?  |

Legenda:

      Ammesso in Football League 2 2012-2013
      Retrocesse nei Campionati regionali 2012-2013

## Gruppo 9

### Classifica
|  | Pos. | Squadra            | Pt | G  | V | N | P | GF | GS | DR |
|  | ---- | ------------------ | -- | -- | - | - | - | -- | -- | -- |
|  | 1.   | Acharnaïkos        | 63 | 28 | ? | ? | ? | ?  | ?  | ?  |
|  | 2.   | Eolikos Mytilines  | 60 | 28 | ? | ? | ? | ?  | ?  | ?  |
|  | 3.   | Keratsini          | 54 | 28 | ? | ? | ? | ?  | ?  | ?  |
|  | 4.   | Iōnikos            | 48 | 28 | ? | ? | ? | ?  | ?  | ?  |
|  | 5.   | Atromitos Pireo    | 48 | 28 | ? | ? | ? | ?  | ?  | ?  |
|  | 6.   | Olympiakos Lavrios | 43 | 28 | ? | ? | ? | ?  | ?  | ?  |
|  | 7.   | Asteras Vari       | 42 | 28 | ? | ? | ? | ?  | ?  | ?  |
|  | 8.   | Triglia Rafina     | 42 | 28 | ? | ? | ? | ?  | ?  | ?  |
|  | 9.   | Aittitos Spata     | 38 | 28 | ? | ? | ? | ?  | ?  | ?  |
|  | 10.  | Ethnikos Pireo     | 37 | 28 | ? | ? | ? | ?  | ?  | ?  |
|  | 11.  | Olympiada          | 34 | 28 | ? | ? | ? | ?  | ?  | ?  |
|  | 12.  | Aias Salamina      | 28 | 28 | ? | ? | ? | ?  | ?  | ?  |
|  | 13.  | Ellas Pontion      | 23 | 28 | ? | ? | ? | ?  | ?  | ?  |
|  | 14.  | Koropi             | 18 | 28 | ? | ? | ? | ?  | ?  | ?  |
|  | 15.  | Mikrasiatiki Chiou | 7  | 28 | ? | ? | ? | ?  | ?  | ?  |

Legenda:

      Ammesso in Football League 2 2012-2013
      Retrocesse nei Campionati regionali 2012-2013

## Gruppo 10

### Classifica
|  | Pos. | Squadra                   | Pt | G  | V | N | P | GF | GS | DR |
|  | ---- | ------------------------- | -- | -- | - | - | - | -- | -- | -- |
|  | 1.   | Episkopī                  | 61 | 26 | ? | ? | ? | ?  | ?  | ?  |
|  | 2.   | Atsalenios Iraklio        | 58 | 26 | ? | ? | ? | ?  | ?  | ?  |
|  | 3.   | Īrodotos                  | 51 | 26 | ? | ? | ? | ?  | ?  | ?  |
|  | 4.   | Giouchtas                 | 49 | 26 | ? | ? | ? | ?  | ?  | ?  |
|  | 5.   | Krousonas                 | 38 | 26 | ? | ? | ? | ?  | ?  | ?  |
|  | 6.   | Anagennisi Ierapetra      | 38 | 26 | ? | ? | ? | ?  | ?  | ?  |
|  | 7.   | Patouchas Viannos         | 34 | 26 | ? | ? | ? | ?  | ?  | ?  |
|  | 8.   | Zaros                     | 34 | 26 | ? | ? | ? | ?  | ?  | ?  |
|  | 9.   | Asites                    | 33 | 26 | ? | ? | ? | ?  | ?  | ?  |
|  | 10.  | Asi Gonia                 | 30 | 26 | ? | ? | ? | ?  | ?  | ?  |
|  | 11.  | Agios Nikolaos            | 28 | 26 | ? | ? | ? | ?  | ?  | ?  |
|  | 12.  | Olympiakos Chersonissos   | 27 | 26 | ? | ? | ? | ?  | ?  | ?  |
|  | 13.  | Minotauro Mournion Chania | 20 | 26 | ? | ? | ? | ?  | ?  | ?  |
|  | 14.  | Rethymniakos              | 8  | 26 | ? | ? | ? | ?  | ?  | ?  |

Legenda:

      Ammesso in Football League 2 2012-2013
      Retrocesse nei Campionati regionali 2012-2013